# 松平長孝
松平 長孝（まつだいら ながたか）は、江戸時代中期の大名。美作津山藩4代藩主。官位は従四位下・越後守、侍従。

## 生涯
享保10年（1725年）7月30日、出雲広瀬藩3代藩主・松平近朝の三男として誕生した。
はじめ広瀬藩本家の出雲松江藩主・松平宣維の養子であったが、一族である津山藩3代藩主・松平長煕が嗣子無くして享保20年（1735年）に早世したため、急遽その養子となって家督を継いだ。長じてのち、藩政においては庄屋制度を廃止して地方目付を配置するなど、それなりの政治力を見せたが、成果を見る前に宝暦12年（1762年）閏4月29日に死去した。享年38。跡を長男の康哉が継いだ。
改易となった本多忠央の預かり先となっている。

## 系譜
- 父：松平近朝（1681年 - 1728年）
- 母：槙島氏
- 養父：松平宣維（1698年 - 1731年）、松平長煕（1720年 - 1735年）
- 正室：岸 - 藤堂高治娘
  - 長男：松平康哉（1752年 - 1794年）
  - 三男：松平直義（1754年 - 1803年） - 松平近貞養子
- 側室：飯田氏
  - 長女：直姫：松平信有正室、のち大田原庸清正室
  - 次男：長賢
  - 四男：松平長裕
  - 五男：金田正彜
- 側室：夏目氏、羽倉氏、小宮山氏、天野氏、重松氏